# Refugio nacional de vida silvestre de Laguna Cartagena
Refugio de Vida Silvestre de Laguna Cartagena es un Refugio Nacional de Vida Silvestre del Estado Libre Asociado de Puerto Rico. Forma parte del Complejo Refugio Nacional de Vida Silvestre de las Islas del Caribe.
La laguna actual es un vestigio de lo que fue una gran extensión de agua abierta y uno de los hábitats de agua dulce más importantes para las aves migratorias acuáticas de Puerto Rico. Debido a las prácticas agrícolas, el 90 por ciento de la laguna está cubierta de totora (Typha). Pastoreo intensivo y la producción de caña de azúcar han alterado enormemente el paisaje original.
Además de la laguna, hay tierras altas que incluyen pastizales, campos de caña de azúcar abandonados, y 263 acres (1,06 km²) en las estribaciones de la Sierra Bermeja. Estas colinas, geológicamente las más antiguas del Caribe, protegen el bosque nativo con muchas especies de plantas endémicas. La zona es una escala para los migrantes neotropicales y varias especies de aves acuáticas. En el refugio han sido reportados la mariquita que se encuentra en peligro de extinción y el halcón peregrino.